# Конеса (департамент)
Департамент Конеса  (исп. Departamento de Conesa) — департамент в Аргентине в составе провинции Рио-Негро.
Территория — 9765 км². Население — 7069 человек. Плотность населения — 0,7 чел./км².
Административный центр — Хенераль-Конеса.

## География
Департамент расположен на востоке провинции Рио-Негро.
Департамент граничит:
- на севере — с департаментом Пичи-Мауида
- на востоке — с провинцией Буэнос-Айрес
- на юге — с департаментом Адольфо-Альсина
- на юго-западе — с департаментом Сан-Антонио
- на северо-западе — с департаментами Авельянеда

## Административное деление
Департамент включает 1 муниципалитет:
- Хенераль-Конеса

## Важнейшие населённые пункты[3]
| № | Населённый пункт                | Населённый пункт (исп.)         | Категория | Население чел. (2010) | На карте                        |
| - | ------------------------------- | ------------------------------- | --------- | --------------------- | ------------------------------- |
| 1 | Хенераль-Конеса                 | General Conesa                  | город     | 5484                  | 40°06′24″ ю. ш. 64°27′15″ з. д. |
| 2 | Баррио-Колония-Конеса           | Barrio Colonia Conesa           | посёлок   | 129                   | 40°08′59″ ю. ш. 64°21′04″ з. д. |
| 3 | Баррио-Планта-Компресора-де-Гас | Barrio Planta Compresora de Gas | посёлок   | 20                    | 40°03′42″ ю. ш. 64°28′20″ з. д. |